# Saint-Esteben
Saint-Esteben är en kommun i departementet Pyrénées-Atlantiques i regionen Nouvelle-Aquitaine i sydvästra Frankrike. Kommunen ligger i kantonen Hasparren som tillhör arrondissementet Bayonne. År 2022 hade Saint-Esteben 443 invånare.

## Befolkningsutveckling
Antalet invånare i kommunen Saint-Esteben
| Referens: INSEE |